# Суматранский тигр
Суматранский тигр — популяция тигров подвида Panthera tigris sondaica, эндемичная для острова Суматра.

## Внешний вид
Самый мелкий из ныне живущих тигров, он меньше, чем индийские (бенгальские) и амурские тигры. Суматранский тигр имеет некоторые особенности, отличающие его от популяций из Индии, Приамурья и т. д., также он более агрессивен, чем прочие. Возможно, это связано с резким сокращением ареала людьми и, как следствие, учащением конфликтов между людьми и тиграми.

## Охота
Суматранский тигр редко нападает из засады: обычно он пытается вынюхать добычу, потом крадётся к ней, и, наконец, выпрыгивает из кустов (или из другого укрытия) и бросается в погоню. Именно поэтому суматранские тигры небольшого размера и имеют мощные лапы. Это очень удобно для длительной погони. Иногда суматранские тигры бегут за намеченной целью почти через весь остров, и даже известен случай, когда тигр гнался за буйволом — редкой добычей — несколько дней.

## Размножение
Некоторые тигры не остаются с тигрицами после родов, но суматранские тигры ведут себя по-другому. Обычно будущие отцы остаются с «жёнами» в течение беременности и пока тигрята не станут подростками. Только тогда отец уходит из семьи и больше не показывается у той тигрицы, пока она не будет готова к спариванию.
Тигрята уходят с территории отца (тигр забирает тигриц только, когда они селятся на его территории). Они начинают самостоятельную жизнь, причём молодым тигрицам гораздо легче, чем тиграм-юношам. Молодые тигры или самцы уходят на неприметные, незанятые земли или отвоёвывают их у других тигров. Иногда они довольно долго живут незамеченными на чужой территории, а когда взрослеют, отвоёвывают её. Бывают случаи, когда молодые самцы забирают территорию у своих отцов. Ну, а когда место наконец найдено, тигры метят его своей мочой. Через год или несколько месяцев тигры готовы к спариванию и привлекают молодых тигриц. Они подзывают их запахом добычи, позывным рёвом и вечерними играми. Потомство появляется через 5—6 месяцев после спаривания.
Иногда самцам приходится сражаться за самок. Тигры ревут на всю округу, самцы бьют друг друга передними лапами, стоя на задних, и совершают большие прыжки.

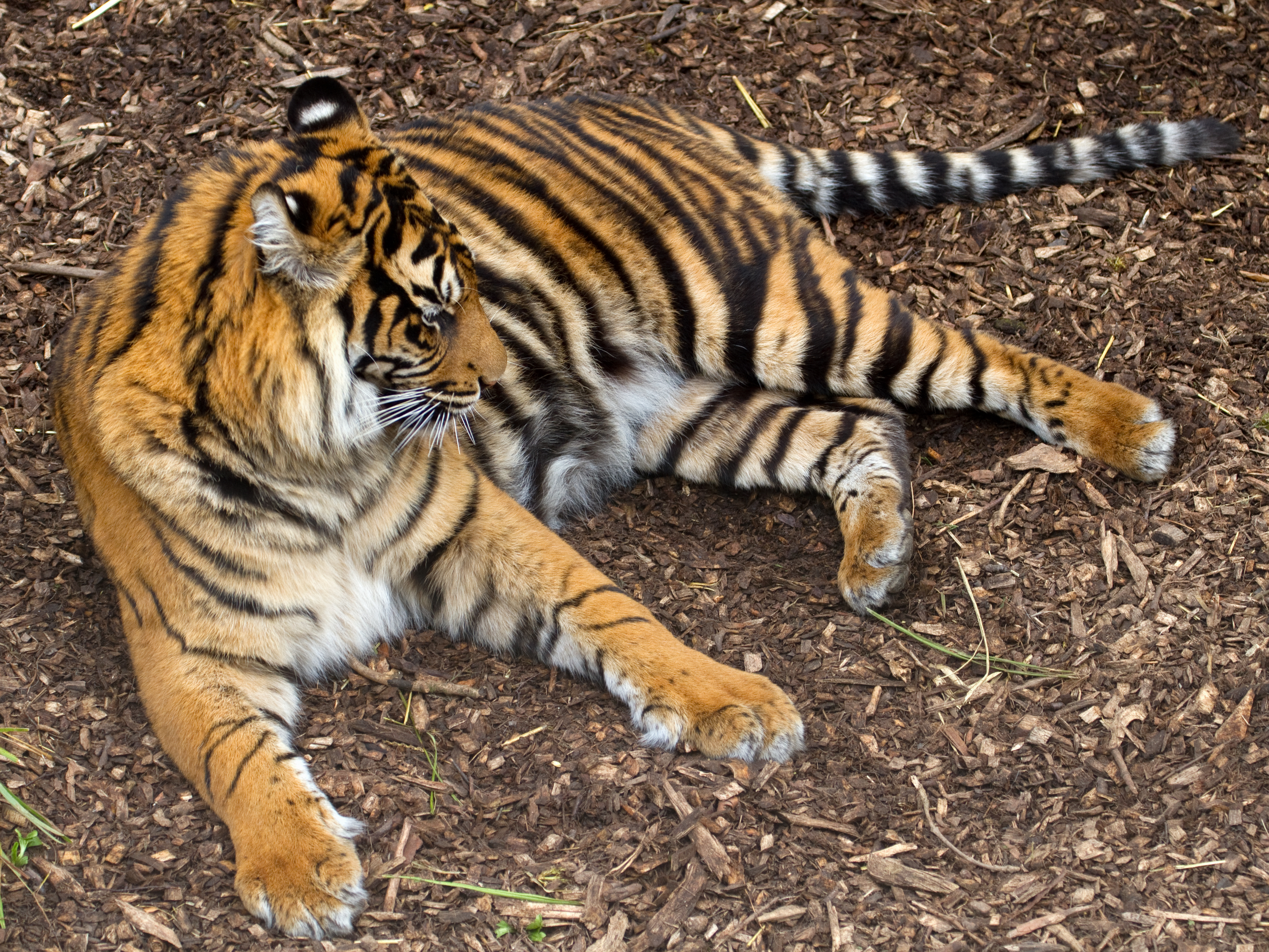

## Статус популяции
Эта популяция находится на грани исчезновения и ранее была занесена в категорию «таксоны в критическом состоянии» Красного списка угрожаемых видов (как подвид Panthera tigris sumatrae). Ареал тигра на Суматре стремительно сокращается из-за экстенсивного расширения хозяйственной деятельности человека. В настоящее время их популяция, по различным оценкам, насчитывает от 300 до 500 особей. В августе 2011 года власти Индонезии объявили о создании специализированного заповедника для суматранских тигров на острове Бетет у побережья Южной Суматры — туда предполагается перевезти часть тигриной популяции Суматры, которая в настоящее время составляет около 300 особей.

## Суматранский тигр в литературе
В философско-психологическом романе индонезийского писателя Мохтара Лубиса суматранский тигр преследует работающую в джунглях группу деревенских жителей. Смерть в когтях тигра оказывается для многих из них карой за совершенные грехи.

## Суматранский тигр в кино
Жизнь суматранского тигра в естественных условиях стала сюжетом первой серии документального сериала «Джунгли» (англ. Nature. Deep Jungle), снятого в 2004 году британской кинокомпанией «Гранада».